# 유리 (프로게이머)
유리(본명: 차희민, 2000년 12월 19일 ~ )는 대한민국의 리그 오브 레전드 프로게이머로 포지션은 미드라이너이다. 아이디는 Yuri이며 현재 서킷 브라질리언 리그 오브 레전드의 헨스가 소속이다.

## 선수 생활
2019년 8월, 엘리언트 미스틱에 입단하면서 프로 커리어를 시작했다. 스프링 시즌 팀의 주전으로 활동하면서 팀의 챌린저스 포스트시즌 진출에 기여했다. 서머 시즌에서는 팀의 부진을 막지 못하는 모습을 보여주었다. 2020시즌 종료 후 팀에서 퇴단했다.
2021년 5월, 브라질 리그의 헨스가에 입단했다.

## 소속팀
| # | 팀명            | 소속 기간          | 소속 리그 | 비고 |
| - | --------------- | ------------------ | --------- | ---- |
| 1 | 엘리먼트 미스틱 | 2019.08~2020.11.03 | CK        |      |
| 2 | 헨스가          | 2021.05.25~        | CBLOL     |      |